# MBN플러스
MBN플러스는 MBN 산하의 트렌드 라이프스타일 채널이다.

## 연혁
- 2016년 4월 27일: 개국

## 같이 보기
- MBN
- 매일경제TV